# Ронгелап
Ронгелап (Римского-Корсакова) (англ. Rongelap, Namorik, марш. Ron̄ļap [rʷɔŋʷ(ɔ͡ʌ)ɫɑ͡æpʲ]) — атолл из 61 островка в Тихом океане в составе цепи Ралик (Маршалловы Острова). Площадь сухопутной части составляет примерно 7,95 км², но прилегающая к нему лагуна имеет площадь 1000 км². Открыт в 1825 году О. Е. Коцебу на шлюпе «Предприятие», тогда же назван в честь Н. П. Корсакова.

## Население
В 1954 году Соединённые Штаты Америки провели испытания водородной бомбы «Касл Браво», что привело к радиоактивному загрязнению Ронгелапа. Жители были вынуждены покинуть атолл, оставив все имущество, через три дня после испытания. Они были эвакуированы на атолл Кваджалейн для лечения, хотя многие умерли.
В 1957 году, тремя годами позже, США объявили, что территория атолла очищена и безопасна и позволили островитянам вернуться. У жителей начали развиваться опухоли щитовидной железы и повысилась смертность, в том числе в молодом возрасте, от лейкемии.
В 1985 году жители были вновь эвакуированы с Ронгелапа на Кваджалейн с помощью организации «Гринпис» на судне Rainbow Warrior. В сентябре 1996 года Министерство внутренних дел США подписало соглашение с жителями острова на сумму 45 миллионов долларов, согласно которому будет удалён верхний слой грунта атолла, всё ещё заражённый радиацией. Однако, это мероприятие считается невозможным некоторыми критиками.
В 2011 году численность населения атолла составляла 79 человек.